# Vörös káposzta
A vörös káposzta vagy lila káposzta (Brassica oleracea convar. capitata var. rubra) a vadkáposzta (Brassica oleracea) egy termesztett változata. Sötétvörös vagy lilás színét az antocián adja, a talaj pH-értékétől függően változik: savasabb talajon lilásabb, lúgosabb talajon zöldes-sárgásabb színűek a levelei. Akár indikátorként is használható. Főzéskor általában megkékül, ez ecet hozzáadásával megakadályozható.
Beltartalmi értéke megegyezik a fejes káposztáéval, színe miatt főleg saláták és savanyúságok készítésére, díszítésére használjuk.

## Leírás
A vörös káposzta egy kerek káposztafejet növeszt, amelyben az egyes levelek szorosan egymáshoz simulnak. A levelek színe a bennük található színezőanyagok miatt a talaj összetételétől és az elkészítés módjától függően vörös és kék között változhat. Ez tükröződik a zöldség különböző elnevezéseiben is.
A vörös káposzta jó tápanyagellátottságú talajt és elegendő nedvességet igényel. Ez tipikus téli zöldség, amelyet tavasszal vetnek vagy ültetnek, és késő ősszel takarítanak be. A korai fajták a teljes termés mindössze 10%-át teszik ki. A vöröskáposzta jól tárolható. A nemesítés célja többek között a tömör fejű, ellenálló növények kifejlesztése, rövid belső szár, magas antociántartalom, betegség- és kártevő-ellenállóság, valamint a genetikailag meghatározott hibák (például belső nekrózis, úgynevezett „dohány”) kiküszöbölése.

## Tulajdonságok
A vörös káposzta a káposztafélék csoportjába tartozik, és már régóta termesztik. Szilárd fejei a vöröses-zöld külső levelekről és a sima, vörös belső levelekről ismerhetők fel. A vöröskáposzta gazdag ásványi anyagokban, például vasban, aszkorbinsavban (C-vitamin), valamint az antociánokban, amelyek másodlagos növényi anyagok és a színezésért felelnek. Az antociánoknak immunerősítő és gyulladáscsökkentő hatást tulajdonítanak. Emellett jelentős mennyiségű cukrot és mustárolajat is tartalmaz. A főzési eljárástól függően a vöröskáposzta alacsony fiziológiai energiatartalommal bír, kb. 200–240 kJ/100 g, és rostokban gazdag. A túl hosszú főzés részben tönkreteheti a benne található vitaminokat, ezért különösen télen érdemes nyersen fogyasztani.
100 g vöröskáposzta átlagosan ezeket tartalmazza:
- Energia: 130 kJ (31 kcal)
- Víz: 90,4 g
- Zsír: 0,16 g
- Szénhidrát: 7,37 g
- Fehérje: 1,43 g
- Kálium: 243 mg
- Kalcium: 45 mg
- Magnézium: 16 mg
- C-vitamin: 57 mg
- E-vitamin: 0,11 mg

### Vásárlás
A frissesség a káposzta élénk, szilárd és mattan csillogó levelein ismerhető fel. A vöröskáposzta szinte mindig frissen kapható: május és június között korai, júliustól októberig közepes érésű, novembertől decemberig pedig késői fajták kerülnek piacra.

### Tárolás
A vörös káposzta hűtőszekrény zöldséges rekeszében körülbelül két hétig tartható el. A megkezdett káposztát mindig háztartási fóliába csomagolva kell tárolni. A külső levelektől és a gyökérnyaktól megtisztított káposzta hűvös, szellős pincében, szalmával borított deszkákon jól tárolható. Az egészséges fejek akár külső leveleikkel együtt, a gyökérszárnál fellógatva is elhelyezhetők.

## Regionális elnevezések
A vörös káposzta színe a talaj összetételétől és az elkészítési módtól függően vörös és kék között változik (lásd alább). A savas környezet inkább vöröses árnyalatot kölcsönöz a leveleknek, míg lúgos körülmények között inkább kék színűvé válnak. A középkorban még nem létezett külön kifejezés a "lila" köztes színárnyalatra. Az arab eredetű szó csak a 18. század óta része a német nyelvnek, korábban csak a "kék" és "vörös" színek nevei léteztek. A német nyelvterület régióiban különböző döntések születtek a vöröskáposzta megnevezésére. Délen főként a „Kraut” (káposzta), északon inkább a „Kohl” (káposzta) kifejezést használták. Az alábbi elnevezések terjedtek el:
- Rotkohl: Észak-Németország (Schleswig-Holstein, Hamburg, Alsó-Szászország, Szász-Anhalt északi része, Berlin, Brandenburg, Mecklenburg-Elő-Pomeránia, Észak-Rajna-Vesztfália), Svájc
- Rotkraut: Közép- és Délnyugat-Németország (Szászország, Türingia, Hessen, Baden, Pfalz), Kelet-Ausztria (Alsó-Ausztria, Bécs, Burgenland, Kelet-Stájerország), Svájc
- (Rot-/Blau-)Kappes: Észak-Rajna-Vesztfália, Rajna-vidék
- Blaukraut: Dél-Németország (Württemberg, Bajorország, Frankföld, Vogtland), Ausztria (a fent nem említett területek), Svájc

Az elnevezések az 1900 körüli német nyelvterületre vonatkoznak, amely nagyjából megegyezik a mai regionális változatokkal. Azonban például a médiák hatására egyes régiók közötti átfedések is megfigyelhetők, különösen a „Rotkohl” javára.

## Elkészítés
A vörös káposztát nyersen (például salátaként) vagy főzve készítik el és zöldségként fogyasztják. Mind a salátában, mind a főtt káposztánál gyakran adnak hozzá almát. A vöröskáposztához jellemzően használt fűszerek közé tartozik a szegfűszeg, a szerecsendió és a babérlevél.
Számos északnémet (valamint badeni) recept savas összetevőket, például ecetet és bort használ. Ezzel szemben Németország néhány déli régiójában (például Svábföldön, Frankföldön és Bajorországban) inkább cukrot vagy akár lúgos összetevőket, például szódabikarbónát alkalmaznak, amelyek kémiai reakciójuk miatt a káposztát többé-kevésbé intenzív kékre színezik (innen a „kék káposzta” elnevezés). Az elkészítési módok nagyban magyarázzák a régiónként eltérő elnevezéseket is.
A vörös káposztát gyakran köretként szolgálják fel sertés-, liba-, kacsa- vagy vadaspecsenyéhez, valamint savanyú marhasülthöz. Türingiában a vöröskáposzta (vagy vöröskáposzta néven is ismert) a türingiai gombócok szokásos körete.
Egy másik elkészítési mód, amely hosszú eltarthatóságot biztosít, az erjesztés (tejsavas erjedés).

## Színeződés
A levelek színét az antociánok határozzák meg, amelyek a pH-értéktől függően vöröstől kékig terjedő színt hoznak létre. Fő komponensük egy acilezett szambucianin-5-glükozid (vagy krizantemin-5-szambubiozid).
A főzés vagy préselés során keletkező vöröskáposztalé szintén a benne található cianidin-glükozidok miatt pH-érték-függő színváltozást mutat, így sav-bázis indikátorként is funkcionálhat.
pH-érték és színek:
| pH-érték | Kémhatás | Szín       |
| -------- | -------- | ---------- |
| 2        | savas    | vörös      |
| 4        | savas    | lila       |
| 7        | semleges | kékeslila  |
| 8        | lúgos    | kék        |
| 10       | lúgos    | kékeszöld  |
| 12       | lúgos    | sárgászöld |